# Tamaha
Tamaha és un poble dels Estats Units a l'estat d'Oklahoma. Segons el cens del 2000 tenia 198 habitants.

## Demografia
Segons el cens del 2000, Tamaha tenia 198 habitants, 73 habitatges, i 54 famílies. La densitat de població era d'11,9 habitants per km².
Dels 73 habitatges en un 23,3% hi vivien nens de menys de 18 anys, en un 64,4% hi vivien parelles casades, en un 6,8% dones solteres, i en un 24,7% no eren unitats familiars. En el 20,5% dels habitatges hi vivien persones soles l'11% de les quals corresponia a persones de 65 anys o més que vivien soles. El nombre mitjà de persones vivint en cada habitatge era de 2,71 i el nombre mitjà de persones que vivien en cada família era de 3,16.
Per edats la població es repartia de la següent manera: un 24,7% tenia menys de 18 anys, un 4% entre 18 i 24, un 21,2% entre 25 i 44, un 29,8% de 45 a 60 i un 20,2% 65 anys o més.
L'edat mediana era de 44 anys. Per cada 100 dones de 18 o més anys hi havia 109,9 homes.
La renda mediana per habitatge era de 29.250 $ i la renda mediana per família de 35.938 $. Els homes tenien una renda mediana de 27.500 $ mentre que les dones 16.563 $. La renda per capita de la població era d'11.628 $. Entorn del 4,3% de les famílies i el 8,9% de la població estaven per davall del llindar de pobresa.

## Poblacions més properes
El següent diagrama mostra les poblacions més properes.